# Grafström
Grafström är ett svenskt efternamn, som den 31 december 2013 bars av 496 personer bosatta i Sverige.

## Personer med efternamnet Grafström
- Anders Grafström (1909–1979), generalmajor
- Anders Abraham Grafström (1790–1870), präst och poet
- Bengt Grafström (född 1946), journalist och programledare
- Börje Grafström (1896–1974), bergsingenjör
- Carl Grafström (1820–1892), politiker
- Claes Grafström (född 1947, militär
- Erik Grafström (1872–1952), militär och politiker
- Erik Grafström (1914–1991), ämbetsman
- Ernst Grafström (1879–1932), företagare
- Eskil Grafström (1875–1938), företagare
- Frithiof Grafström (1827–1883), präst och poet
- Gillis Grafström (1893–1938), konståkare
- Gottfried Grafström (född 1934), författare
- Hjalmar Grafström (1865–1944), ämbetsman
- Hjalmar Grafström (1866–1955), militär
- Jean Grafström (1859–1925), operasångare
- Johan Grafström (1750–1794), violinist
- Margareta Grafström (1922–2018), lokalhistoriker
- Nils Grafström (1901–1963), arkitekt
- Nils Grafström (1901–1985), jurist
- Olof Grafström (1855–1933), konstnär
- Olof Grafström (1927–2009), jazzmusiker
- Sven Grafström (1902–1955), diplomat
- Thyra Grafström (1864–1925), textilkonstnär
- Ulla-Carin Grafström (född 1953), filmregissör
- Viola Grafström (född 1961), sångare